# Chiesa di Santa Maria Annunziata (Meschio)
La chiesa di Santa Maria Annunziata è la parrocchiale di Meschio, frazione di Vittorio Veneto.

## Storia
Il primitivo luogo di culto, conosciuto con il nome di Santa Maria in Silvis, fu edificato tra il XII e il XIII secolo sul lato destro del fiume Meschio. Questo edificio originariamente era un'edicola ingrandita dopo il 1313 quando fu ceduta alla Scuola dei Battuti, nelle vicinanze si trovava l'Ospizio dei Pellegrini poi diventato una casa ricovero per anziani. La chiesa venne consacrata nel 1352 dal vescovo Gasberto de Orgoglio della diocesi di Ceneda.
Nei primi anni del XVI secolo l'edificio fu ampliato e nel 1573 venne eretto il campanile.
Nel 1844 la chiesa divenne curazia e, tra il 1859 e il 1867, fu praticamente ricostruita con l'aggiunta delle due navate laterali, in cui furono collocati due altari. La consacrazione del nuovo edificio venne impartita il 15 settembre 1913.
La chiesa di Meschio fu eretta a parrocchiale il 22 febbraio 1936.

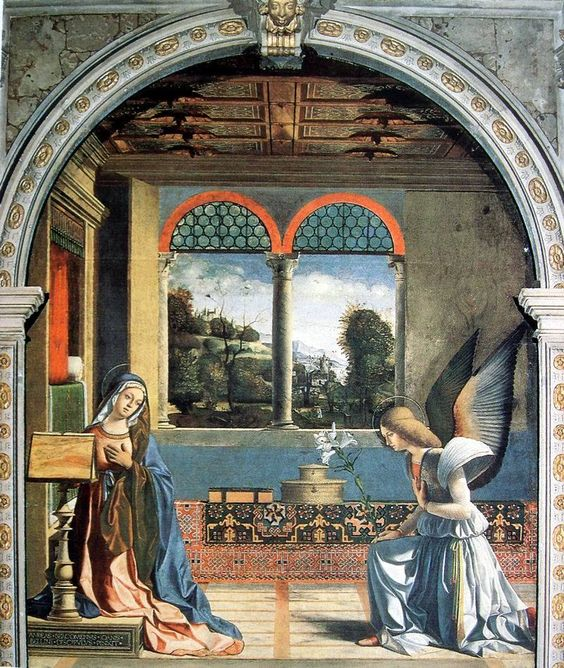
Annunciazione di Andrea Previtali

## Descrizione
L'interno si presenta a tre navate. In quella di sinistra c'è l'altare intitolato al Sacro Cuore consacrato nel 1960, mentre in quella di destra vi è la cappella intitolata alla Madonna della Divina Provvidenza edificata nel 1869. Il dipinto della Vergine opera di ignoto, è inserito in una doppia cornice dorata e argentata, collocato sull'altare in marmo di Carrara datato 1874-74 realizzato dello scultore Arcangelo Zanette.
Sul presbiterio come pala d'altare si conserva il dipinto su tavola di Andrea Previtali: Annunciazione, dipinto tra il 1505 e il 1510 firmato ANDREA BERGOMENSIS IOANIS BELLINI DISCIPLINUS PINXIT e inserita in un'ancora di marmo e pietra.